# TEX264
TEX264 (англ. Testis expressed 264) – білок, який кодується однойменним геном, розташованим у людей на 3-й хромосомі. Довжина поліпептидного ланцюга білка становить 313 амінокислот, а молекулярна маса — 34 189.
| 10         |  | 20         |  | 30         |  | 40         |  | 50         |
| ---------- |  | ---------- |  | ---------- |  | ---------- |  | ---------- |
| MSDLLLLGLI |  | GGLTLLLLLT |  | LLAFAGYSGL |  | LAGVEVSAGS |  | PPIRNVTVAY |
| KFHMGLYGET |  | GRLFTESCSI |  | SPKLRSIAVY |  | YDNPHMVPPD |  | KCRCAVGSIL |
| SEGEESPSPE |  | LIDLYQKFGF |  | KVFSFPAPSH |  | VVTATFPYTT |  | ILSIWLATRR |
| VHPALDTYIK |  | ERKLCAYPRL |  | EIYQEDQIHF |  | MCPLARQGDF |  | YVPEMKETEW |
| KWRGLVEAID |  | TQVDGTGADT |  | MSDTSSVSLE |  | VSPGSRETSA |  | ATLSPGASSR |
| GWDDGDTRSE |  | HSYSESGASG |  | SSFEELDLEG |  | EGPLGESRLD |  | PGTEPLGTTK |
| WLWEPTAPEK |  | GKE        |  |            |  |            |  |            |

A: Аланін

C: Цистеїн

D: Аспарагінова кислота

E: Глутамінова кислота

F: Фенілаланін

G: Гліцин

H: Гістидин

I: Ізолейцин

K: Лізин

L: Лейцин

M: Метіонін

N: Аспарагін

P: Пролін

Q: Глутамін

R: Аргінін

S: Серин

T: Треонін

V: Валін

W: Триптофан

Кодований геном білок за функцією належить до фосфопротеїнів. 
Секретований назовні.